# Dodge (Oregon)
Dodge az Amerikai Egyesült Államok Oregon államának Clackamas megyéjében elhelyezkedő önkormányzat nélküli település.
A posta 1896 és 1914 között működött.